# Morgny-la-Pommeraye
Morgny-la-Pommeraye ist eine französische Gemeinde mit 1.068 Einwohnern (Stand: 1. Januar 2022) im Département Seine-Maritime in der Region Normandie. Sie gehört zum Arrondissement Rouen und zum Kanton Le Mesnil-Esnard (bis 2015: Kanton Buchy). Die Einwohner werden Morinois genannt.

## Geographie
Morgny-la-Pommeraye liegt etwa 14 Kilometer nordöstlich von Rouen. Umgeben wird Morgny-la-Pommeraye von den Nachbargemeinden Pierreval im Norden, Bierville im Nordosten, Blainville-Crevon im Osten, La Vieux-Rue im Süden und Südwesten, Quincampoix im Westen sowie Saint-André-sur-Cailly im Nordwesten.
Durch die Gemeinde führt die frühere Route nationale 319 (heutige D919).

## Einwohnerentwicklung
| 1962                      | 1968 | 1975 | 1982 | 1990 | 1999 | 2006 | 2013 |
| ------------------------- | ---- | ---- | ---- | ---- | ---- | ---- | ---- |
| 313                       | 309  | 474  | 590  | 793  | 892  | 1007 | 992  |
| Quelle: Cassini und INSEE |      |      |      |      |      |      |      |

## Sehenswürdigkeiten
- Kirche Notre-Dame-de-l'Assomption aus dem 17./18. Jahrhundert
- Kirche Sainte-Madeleine aus dem 17. Jahrhundert
- Schloss Mondétour aus dem 18. Jahrhundert
- Herrenhaus aus dem 16. Jahrhundert

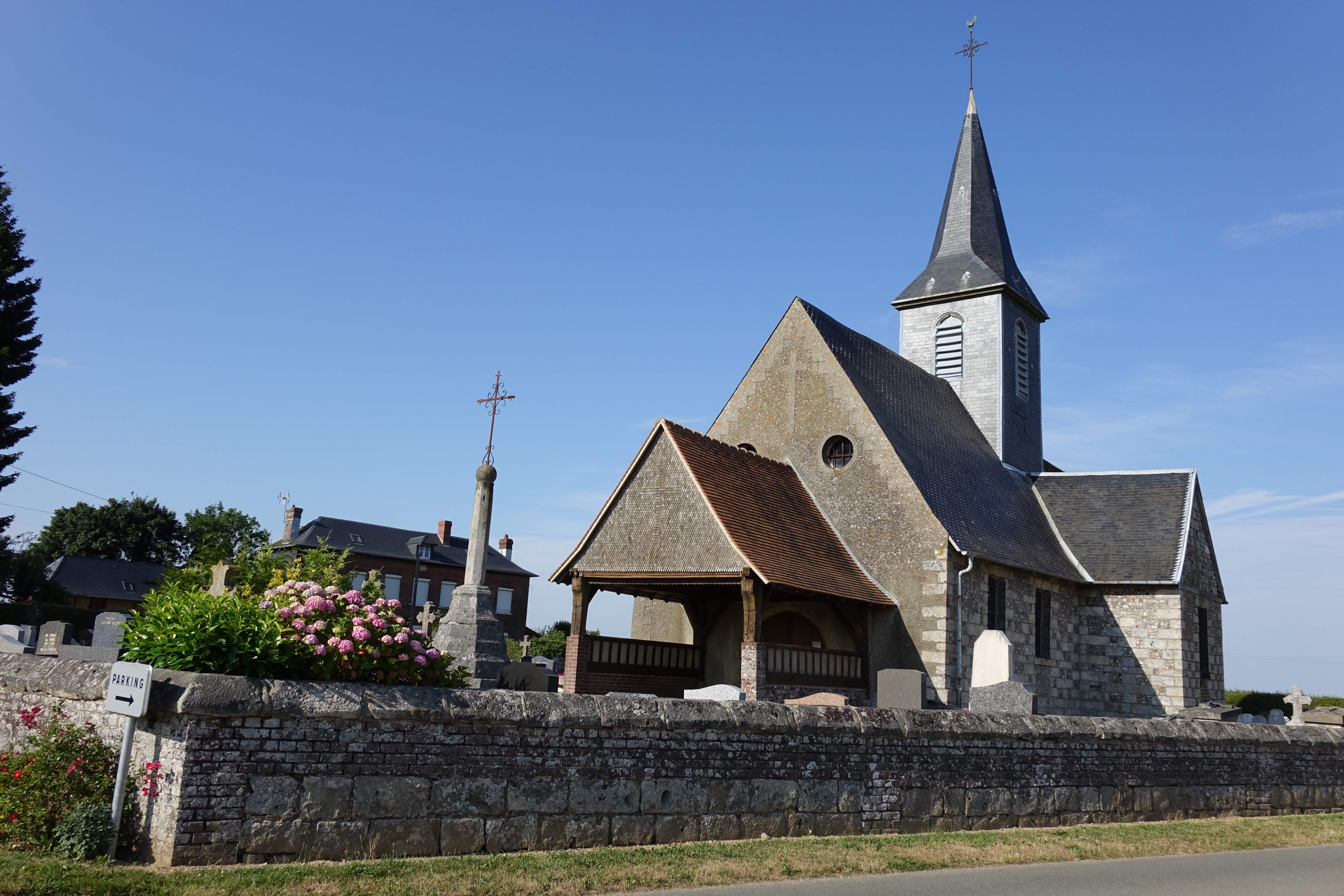
Kirche Notre-Dame
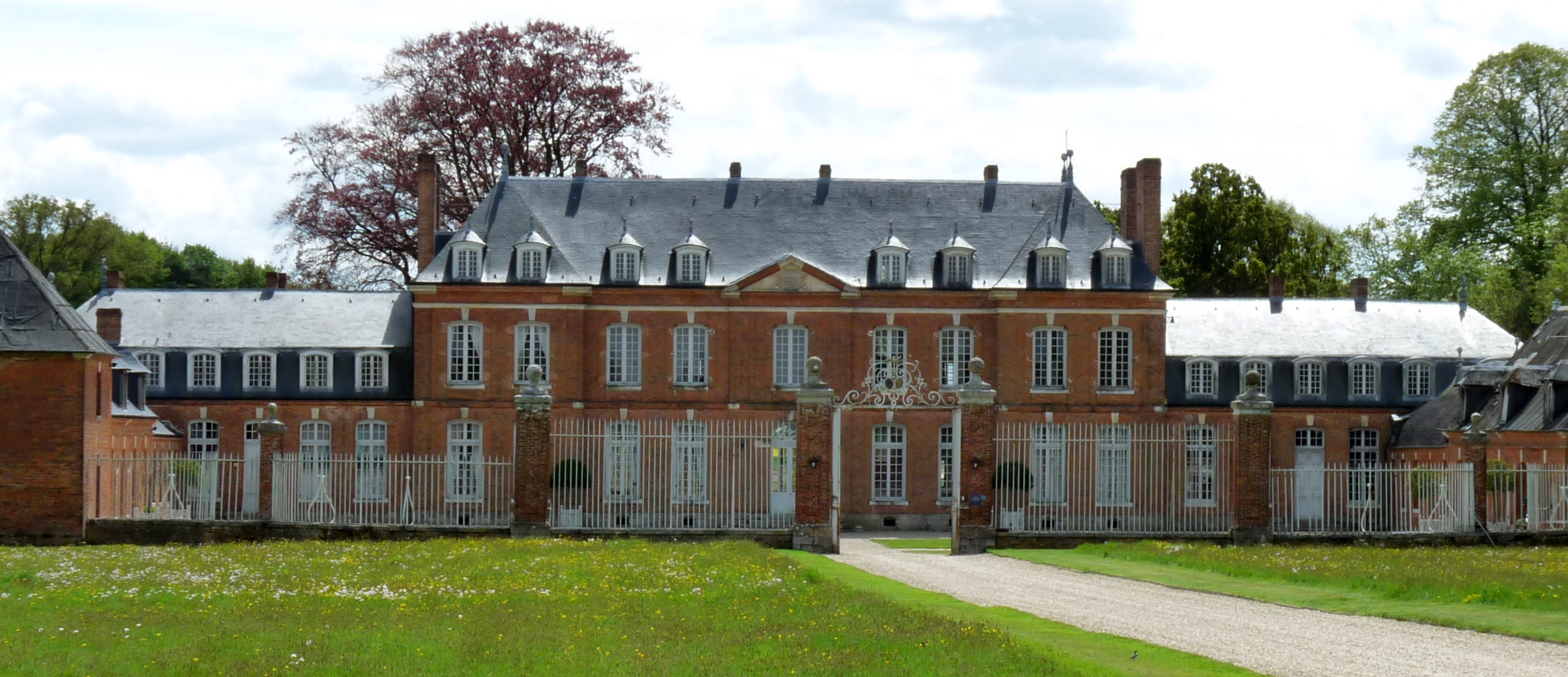
Schloss Mondétour

## Persönlichkeiten
Pierre Renaudel (1871–1935), sozialistischer Politiker 